# Francis Browne (4e baron Kilmaine)
Pour les articles homonymes, voir Francis Browne et Browne.
Francis William Browne (24 mars 1843 - 9 novembre 1907) est un homme politique et propriétaire foncier anglo-irlandais. Il est un pair représentant irlandais et shérif du comté de Westmeath en 1870.

## Biographie
Browne est né à Londres, le quatrième fils, de John Browne (3e baron Kilmaine), et de sa deuxième épouse, Mary Law, fille du politicien Charles Ewan Law (par la première femme de son père, il a trois demi-frères qui sont morts célibataires avant leur père). Il succède à son père en 1873. Il est propriétaire, dans l'ouest de l'Irlande, en 1883, de 14 665 acres irlandais (9 613 ha) qui rapportent 7,499 livres par an. Il est membre de clubs de gentlemen à Londres et à Dublin.
Il est élu en tant que représentant de l'Irlande à la Chambre des Lords, poste qu'il occupera de 1890 jusqu'à sa mort. Il est nommé haut shérif du comté de Westmeath en 1870.

## Vie privée
Le 6 juin 1877, Browne épouse, à St. Peter, Brighton, sa cousine Alice Emily, fille du colonel Deane Christian Shute, sœur de Sir Cameron Shute et nièce du général Sir Charles Cameron Shute (en). Ils ont un fils, John Browne (5e baron Kilmaine) (en), qui épouse Lady Aline Kennedy, fille d'Archibald Kennedy (3e marquis d'Ailsa).
Il a une résidence à Pau. , et y crée, en 1894, la Lord Kilmaine's Cup, complétion entre les deux clubs de Pau et de Biarritz. Lord et Lady Kilmaine figurent sur une des peintures (1893) de Sealy, conservée dans le club-house

Lord Kilmaine s'est suicidé à Paris le 9 novembre 1907 en sautant du quatrième étage de l'hôtel d'Iéna. Il aurait souffert d'une «maladie nerveuse aiguë» et d'une insomnie chronique et serait allé à Paris pour se faire soigner. Sa femme était dans la pièce quand il sauta et le vit aller à la fenêtre comme pour regarder dehors, avant de se jeter soudain. Il est mort instantanément d'une fracture du crâne. Il est inhumé dans le cimetière de Pau, sa tombe est ornée d'une grand croix gaélique de marbre blanc et porte l'inscription suivante. : "To The Beloved Memory of Francis William Browne, 4th Baron Kilmaine of The Neale, in the County of Mayo, Ireland. Born 24 March 1843. Dead 9 November 1907."